# 2018년 아시안 게임 개막식

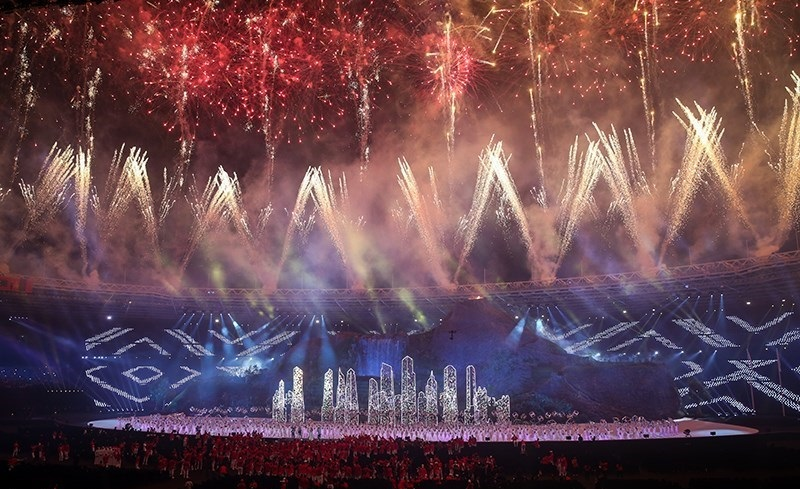

2018년 아시안 게임 개막식은 2018년 아시안 게임의 개막식이다.
2018 아시안 게임 개막식은 2018년 8월 18일 토요일 인도네시아 자카르타 겔로라 붕 카르노 주경기장에서 열렸다. 이벤트는 인도네시아 서부 시간(UTC+7) 19:00에 시작하여 현지 시간으로 21:25에 종료되었다. 위시누타마(Wishnutama, 당시 인도네시아 TV 네트워크 NET.의 CEO)가 행사의 크리에이티브 디렉터였다. 행사는 폭포가 있는 26미터 높이의 산으로 디자인된 무대가 특징이었다. 무게 600톤, 길이 120미터, 너비 30미터에 인도네시아 식물과 꽃, 모의 화산이 전시되어 있었다. 화산은 태평양을 둘러싼 "불의 고리"에서 인도네시아의 위치를 상징했다. 주최 이벤트 방송사인 IGBS(International Games Broadcast Services)는 시상식을 국제적으로 생중계 촬영했다.